# Michel Galabru
Michel Louis Edmond Galabru (ur. 27 października 1922 w Safi, zm. 4 stycznia 2016 w Paryżu) – francuski aktor komediowy wywodzący się z Comédie-Française, scenarzysta i reżyser.

## Życiorys

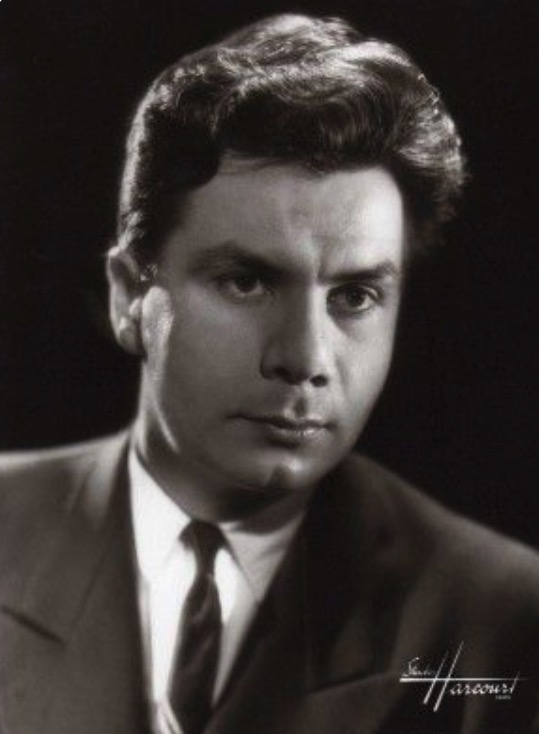
Michel Galabru (1952)

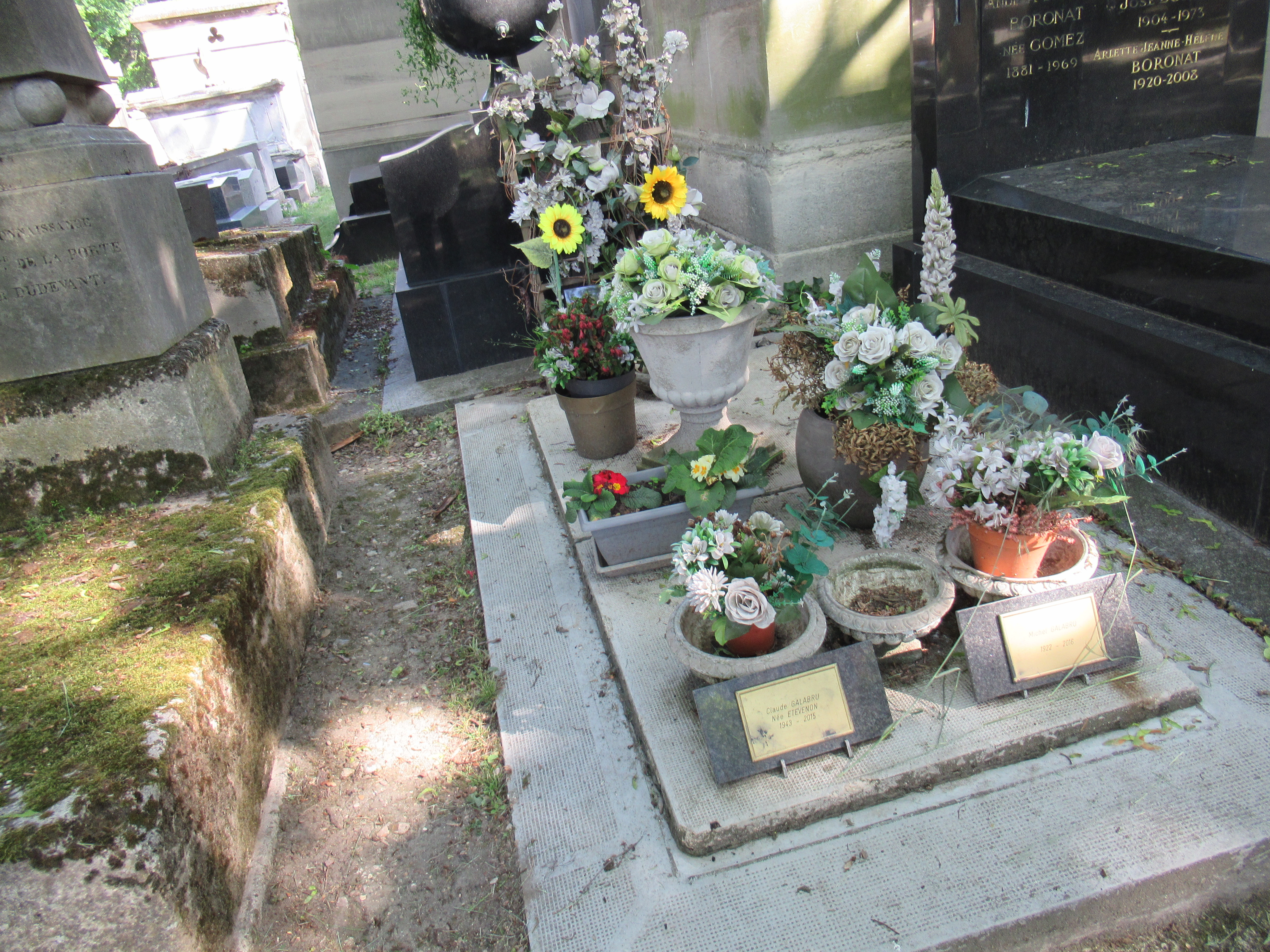
Grób Michela Galabru na paryskim Cmentarzu Montmartre

Michel Galabru był synem Paula Galabru (1892–1988), inżyniera i profesora École nationale des ponts et chaussées oraz Yvonne Payré (1895-1979). Spędził pierwsze 7 lat w Maroku, gdzie jego ojciec brał udział w budowaniu mostu w Safi. Następną część dzieciństwa spędził w Le Bousquet-d’Orb. Miał dwóch braci Marca (1929–2014), lekarza i drugiego, który zmarł na gruźlicę w wieku 18 lat. Michel na początku chciał zostać piłkarzem.
Od 1949 wystąpił w blisko 190 filmach, także telewizyjnych, debiutując jako Grzegorz Dyndała albo mąż zmieszany, w komedii Moliera, a na dużym ekranie w 1951 w filmie Ma femme, ma vache et moi. Odtwórca ról drugoplanowych, znany przede wszystkim jako komendant posterunku żandarmerii z Saint-Tropez, Jérôme Gerber.
Galabru zapoznał się i zaprzyjaźnił z Louisem de Funèsem w 1964 na planie filmu Żandarm z Saint-Tropez. Do swojej śmierci de Funès był jego najbliższym przyjacielem, osobą pomagającą mu na planie w trudnych chwilach.
Aktor zmarł we śnie 4 stycznia 2016 w Paryżu, w wieku 93 lat. Uroczystości pogrzebowe odbyły się 12 stycznia 2016 w Paryżu. Po mszy świętej w kościele świętego Rocha aktor został pochowany na Cmentarzu Montmartre.

## Życie prywatne
Żonaty z Anne Jacquot, następnie z Claude Etevenon. Miał córkę Emmanuelle i synów Jeana i Philippe.

## Filmografia (wybór)
- 1964: Żandarm z Saint-Tropez (Le gendarme de St. Tropez) jako komendant Jérôme Gerber
- 1965: Żandarm w Nowym Jorku (Le gendarme a New York) jako komendant Jérôme Gerber
- 1968: Mały pływak (Le petit baigneur) jako Scipio
- 1968: Żandarm się żeni (Le gendarme se marie) jako komendant Jérôme Gerber
- 1970: Żandarm na emeryturze (Le gendarme en balade) jako komendant Jérôme Gerber
- 1971: Jo jako Tonelotti, przedsiębiorca
- 1976: Sędzia i zabójca (Le juge et l’assassin), jako Joseph Bouvier
- 1978: Klatka szaleńców (La Cage aux Folles) jako Simon Charrier
- 1979: Żandarm i kosmici (Gendarme et les extra-terrestres) jako komendant Jérôme Gerber
- 1980: Skąpiec (L’avare) jako Jacques
- 1982: Żandarm i policjantki (Le gendarme et les gendarmettes) jako komendant Jérôme Gerber
- 1992: Belle époque jako Danglard
- 1999: Asterix i Obelix kontra Cezar (Astérix et Obélix contre César) jako Asparanoiks
- 2005: Magiczna karuzela (The Magic Roundabout) jako Zeebad (głos)
- 2008: Jeszcze dalej niż Północ (Bienvenue chez les Ch’tis) jako wuj Julie
- 2009: Mikołajek (Le Petit Nicolas) jako minister